# فرسنگ
فَرسَنگ یا فرسخ واحدی برای اندازه‌گیری مسافت و نزدیک به ۶٫۲۴ کیلومتر است. بر اساس نوشته‌های «میرسیدعلی جناب» در «کتاب الاصفهان» دو نوع فرسنگ وجود دارد:
1. فرسنگ متداول که در زمان ناصرالدین شاه قاجار به وسیلهٔ نجم الدوله مقرر شده‌است، معادل ۶۰۰۰ ذرع معمولی است و بنابراین هر فرسنگ متداول برابر با ۶۲۴۰ متر است.
2. فرسنگ شرعی که قدمت بیشتری در ایران دارد، معادل ۵۱۶۰ ذرع معمولی بوده‌است و با توجه به اینکه هر ذرع معمولی معادل ۱۰۴ سانتیمتر می‌باشد، بنابراین یک فرسنگ شرعی معادل ۵۳۶۶٬۴ متر می‌باشد که برای راحتی محاسبه یک فرسنگ شرعی را برابر ۵۴۰۰ متر (پنج کیلومتر و چهارصد متر) می‌دانسته‌اند.